# Gézer
Gézer (héber: גֶּזֶר) ókori város a mai Izrael területén. A régészeti feltárás a mai Tel-Aviv és Jeruzsálem között található Tel Gezer néven.

## Történelem
A kőrézkortól kezdve a római korig lakott hely volt; jelentőségét növelte, hogy közel volt a tengerpart mellett vezető hadi és kereskedelmi úthoz.
A legrégebbi lakosság emlékeit barlangokban találták. Valószínű, hogy ők nem sémiták voltak, mert a halottaikat elégették.
A bronzkortól kezdve már fallal körülvett város nyomát találták. A lakosság növekedésével a város területe is nőtt és azt újabb, hatalmas, 4 méter széles kőfallal vették körül. Egy különlegesen megerősített kapun lehetett bejutni a városba. Már a korai bronzkorban (Kr. e. 3. évezred) elkészült egy 67 m hosszú és 27 méter mélyre vezető alagút, amelyen egy vízforrást lehetett elérni ostrom idején.
A középső bronzkor óta világos nyomai vannak az egyiptomi befolyásnak; kerültek elő skarabeuszok, amelyek már a XII. dinasztia idejéből valók. A III. Thutmózisz által meghódított városok listáján éppúgy előfordul, mint Merneptah fáraó híres sztéléjén (Kr. e. 1210). A közbeeső amarnai periódusban is nevezetes szerepet játszott. Számos levél beszámolt arról, hogy uralkodója ellenséges terveket sző más városok, pl. Jeruzsálem, sőt Egyiptom ellen is.
A középső bronzkorból való az a kőoszlopsor (megalit), amelynek másfél-három méter magas darabjai emlékeztetnek az Ószövetségben emlegetett "szent oszlopok"hoz, héberül maccébákhoz. Feltételezés szerint emlékoszlopok voltak, előkelő személyek, fejedelmek emlékére állították. Környékükön számos - agyagkorsóba helyezett - gyermekcsontvázat találtak; hasonlók kerültek elő a lakóházak alól is. 

Régebben a Kánaánban előfordult gyermekáldozatok vagy speciálisan bemutatott fundamentumáldozatok emlékeit látták bennük - de ez a vélemény az utóbbi időben vitatott.
Az izraelita honfoglalás során Gézert nem sikerült meghódítania Józsué népének. A későbbiekben a filiszteusok egyik fontos támaszpontja lett az Izráel ellen viselt háborúk során. Majd csak a Kr. e. 10. században, amikor Salamon király politikai érdekházasságot kötött - egy fáraólányt véve sokadik feleségéül - akkor kapta nászajándékul Gézer városát - miután a fáraó egy rablóhadjáratban elfoglalta és leölette a lakosait. Salamon erős várossá építette ki, ami azonban nem akadályozta meg később I. Sesonk (Sisák) fáraót, hogy hadjárata során el ne foglalja.
A királyság következő századaiból kevés tárgyi emlék maradt, amiből arra lehet következtetni, hogy a nagy-múltú város ekkora csak szerény település maradt.
III. Tiglat-Pileszer egyik győzelmi feliratában említi, hogy a Gáza ellen folytatott hadjárata során Gézert is elfoglalta (Kr. e. 734). Az asszír uralom során - hasonlóan más városokhoz - idegen lakosságot telepítettek be a megmaradt, csekély számú izraeliták mellé. Két érdekes mezopotámiai ékírásos tábla névlistái tanúskodnak erről Kr. e. 651-ből, és 649-ből.
A perzsa korban megint jelentős város lett Gézer. A hellenisztikus korban pedig Bét-Cúr mellett az egyik legfontosabb rőd, amelyet egy ideig a szírek tartottak hatalmukban, míg Makkabeus Simon el nem foglalta Kr. e. 142-ben. Ő a pogány lakosságot száműzte a városból, helyükbe zsidókat telepített, magának pedig egy palotát építtetett. Amikor a palota falmaradványait feltárták, az egyik kőtömbön egy rákarcolt felírást találtak - egy idegen kényszermunkás írt oda: "Tűz eméssze meg Simon palotáját!"
Amikor a Hasmoneus királyság székhelye Jeruzsálem lett, Gézer szerepe csökkent és lakossága is megfogyott.
A rómaiak a Vespasianus alatt folyt zsidó-római háború idején teljesen elpusztították.